# Liste der Bodendenkmäler in Unterschwaningen
Auf dieser Seite sind die Bodendenkmäler in der mittelfränkischen Gemeinde Unterschwaningen zusammengestellt. Diese Tabelle ist eine Teilliste der Liste der Bodendenkmäler in Bayern. Grundlage ist die Bayerische Denkmalliste, die auf Basis des Bayerischen Denkmalschutzgesetzes vom 1. Oktober 1973 erstmals erstellt wurde und seither durch das Bayerische Landesamt für Denkmalpflege geführt wird. Die folgenden Angaben ersetzen nicht die rechtsverbindliche Auskunft der Denkmalschutzbehörde.

## Gemeinde Unterschwaningen

### Gemarkung Cronheim
| Lage                | Objekt                                     | Akten-Nr.     | Bild |
| ------------------- | ------------------------------------------ | ------------- | ---- |
| Cronheim (Standort) | Grabhügel vorgeschichtlicher Zeitstellung. | D-5-6929-0015 |      |

### Gemarkung Dennenlohe
| Lage                  | Objekt                                                                  | Akten-Nr.     | Bild |
| --------------------- | ----------------------------------------------------------------------- | ------------- | ---- |
| Dennenlohe (Standort) | Teilstrecke des raetischen Limes.                                       | D-5-6829-0007 |      |
| Dennenlohe (Standort) | Wachtposten WP 13/36 des raetischen Limes.                              | D-5-6829-0008 |      |
| Dennenlohe (Standort) | Wachtposten WP 13/37 des raetischen Limes.                              | D-5-6829-0009 |      |
| Dennenlohe (Standort) | Wachtposten WP 13/38 des raetischen Limes.                              | D-5-6829-0010 |      |
| Dennenlohe (Standort) | Amphitheater der römischen Kaiserzeit.                                  | D-5-6829-0011 |      |
| Dennenlohe (Standort) | Siedlung der römischen Kaiserzeit.                                      | D-5-6829-0012 |      |
| Dennenlohe (Standort) | Straße der römischen Kaiserzeit.                                        | D-5-6829-0013 |      |
| Dennenlohe (Standort) | Siedlung vorgeschichtlicher Zeitstellung.                               | D-5-6829-0125 |      |
| Dennenlohe (Standort) | Frühneuzeitlicher Weiherdamm.                                           | D-5-6829-0202 |      |
| Dennenlohe (Standort) | Frühneuzeitlicher Weiherdamm.                                           | D-5-6829-0203 |      |
| Dennenlohe (Standort) | Frühneuzeitlicher Weiherdamm.                                           | D-5-6829-0204 |      |
| Dennenlohe (Standort) | Frühneuzeitlicher Weiherdamm.                                           | D-5-6829-0205 |      |
| Dennenlohe (Standort) | Frühneuzeitlicher Weiherdamm.                                           | D-5-6829-0206 |      |
| Dennenlohe (Standort) | Frühneuzeitlicher Weiherdamm.                                           | D-5-6829-0207 |      |
| Dennenlohe (Standort) | Mittelalterliche und frühneuzeitliche Befunde im Bereich des Schlosses. | D-5-6929-0070 |      |
| Dennenlohe (Standort) | Freilandstation des Mesolithikums.                                      | D-5-6929-0071 |      |
| Dennenlohe (Standort) | Siedlung der späten Hallstatt- und frühen Latènezeit.                   | D-5-6929-0148 |      |

### Gemarkung Kröttenbach
| Lage                   | Objekt                                                                       | Akten-Nr.     | Bild |
| ---------------------- | ---------------------------------------------------------------------------- | ------------- | ---- |
| Kröttenbach (Standort) | Grabhügel vorgeschichtlicher Zeitstellung.                                   | D-5-6929-0067 |      |
| Kröttenbach (Standort) | Siedlung des Alt- und Mittelneolithikums, der Bronzezeit und Spätlatènezeit. | D-5-6929-0068 |      |
| Kröttenbach (Standort) | Siedlung vor- und frühgeschichtlicher Zeitstellung.                          | D-5-6929-0069 |      |

### Gemarkung Oberschwaningen
| Lage                       | Objekt | Akten-Nr.     | Bild |
| -------------------------- | --- | ------------- | ---- |
| Oberschwaningen (Standort) | Siedlung der Bronzezeit und Urnenfelderzeit, Siedlung der römischen Kaiserzeit, Siedlung des Frühmittelalters.                      | D-5-6929-0063 |      |
| Oberschwaningen (Standort) | Siedlung des Neolithikums. | D-5-6929-0064 |      |
| Oberschwaningen (Standort) | Siedlung des Frühmittelalters. | D-5-6929-0065 |      |
| Oberschwaningen (Standort) | Siedlung vorgeschichtlicher Zeitstellung.                                                                                           | D-5-6929-0155 |      |
| Oberschwaningen (Standort) | Siedlung vorgeschichtlicher Zeitstellung, des Neolithikums und der Urnenfelderzeit.                                                 | D-5-6929-0156 |      |
| Oberschwaningen (Standort) | Mittelalterliche und frühneuzeitliche Befunde im Bereich der Evangelisch-Lutherischen Filialkirche St. Cyriakus in Oberschwaningen. | D-5-6929-0220 |      |

### Gemarkung Unterschwaningen
| Lage                        | Objekt | Akten-Nr.     | Bild |
| --------------------------- | --- | ------------- | ---- |
| Unterschwaningen (Standort) | Mittelalterlicher Burgstall sowie abgegangenes frühneuzeitliches Schloss.                                                                             | D-5-6929-0073 |      |
| Unterschwaningen (Standort) | Siedlung der Urnenfelder- und Hallstattzeit. | D-5-6929-0076 |      |
| Unterschwaningen (Standort) | Gräber karolingisch-ottonischer Zeitstellung, mittelalterliche Vorgängerbauten der Dreifaltigkeitskirche.                                             | D-5-6929-0077 |      |
| Unterschwaningen (Standort) | Siedlung der Mittelbronze- und Spätlatènezeit. | D-5-6929-0079 |      |
| Unterschwaningen (Standort) | Kastell, vicus und villa rustica der römischen Kaiserzeit, außerdem Siedlung des Mittelneolithikums, der Urnenfelderzeit und der jüngeren Latènezeit. | D-5-6929-0080 |      |
| Unterschwaningen (Standort) | Straße der römischen Kaiserzeit. | D-5-6929-0081 |      |
| Unterschwaningen (Standort) | Siedlung der Urnenfelderzeit, der Bronzezeit und der römischen Kaiserzeit.                                                                            | D-5-6929-0082 |      |
| Unterschwaningen (Standort) | Siedlung der Linearbandkeramik sowie Wüstung des Mittelalters.                                                                                        | D-5-6929-0150 |      |
| Unterschwaningen (Standort) | Siedlung des Neolithikums und der Latènezeit. | D-5-6929-0151 |      |
| Unterschwaningen (Standort) | Untertägige frühneuzeitliche Teile der Gartenanlage des ehemaligen Schlosses in Unterschwaningen.                                                     | D-5-6929-0247 |      |
| Unterschwaningen (Standort) | Ehem. Mühlenstandort des Mittelalters und der frühen Neuzeit.                                                                                         | D-5-6929-0248 |      |